# ロバート・ヴォーン
ロバート・フランシス・ヴォーン（Robert Francis Vaughn, 1932年11月22日 - 2016年11月11日）は、舞台、映画、TVドラマなどで活躍したアメリカ合衆国の俳優。1960年代にTVシリーズ『0011ナポレオン・ソロ』のソロ役で人気を博したが、その後は渋い脇役や知的な悪役として映画、TVで息長く活躍を続けていた。
ロバート・ボーンの表記でも知られ、慣用的にテレビ欄等にはそのように記載されることもある。

## 生い立ち
ニューヨーク生まれ。両親ともにアイルランド系のカトリック信徒で、父のジェラルド・ウォルター・ヴォーンはラジオ劇を中心に活動していた俳優であり、母マルチェラ・フランセスは舞台俳優である。ロバートが子供の頃に両親が離婚し、母とともにミネソタ州ミネアポリスに移転するが、母親が興行中は祖父母に育てられる。高校を卒業した後ミネソタ大学でジャーナリズムを専攻するも中退。その後カリフォルニア州ロサンゼルスに移転しロサンゼルス・シティー・カレッジに入学、その後カリフォルニア州立大学ロサンゼルス校の大学院に進学し演劇学の修士号を取得した。さらにその後俳優として生計を立てながらショウビジネスの研究を続け、1970年に南カリフォルニア大学よりコミュニケーション論の博士号（Ph.D）を取得した。1972年には、このときの論文をもとにした著作『Only Victims: A Study of Show Business Blacklisting』が単行本として出版された。

## プロフィール
俳優としての特徴
セシル・B・デミル監督の『十戒』（1956年）のエキストラ出演他、多くのテレビ映画に脇役出演後、ロジャー・コーマンの『恐怖の獣人』（1958年）で映画初主演。1960年の『荒野の七人』で一躍有名になる。1964年から1968年は、デヴィッド・マッカラムと共にテレビ・シリーズ『0011ナポレオン・ソロ』に出演。女性を中心に、主役のヴォーンよりもイリヤ・クリヤキンを務めた共演者のマッカラムが注目を浴びるなど、人気の面では苦戦を強いられたが『0011ナポレオン・ソロ』は1960年代で最も人気のあったシリーズとなり、ヴォーンもスターとしての座を確固たるものにした。因みに、日本ではテレビ・シリーズ版を再編集した長編が数本劇場公開された。
その後、戦争大作『レマゲン鉄橋』（1968年）や『ブリット』（1968年）のプライドの高い嫌味な敵役で印象を残した。また、『荒野の七人』以来の知己であるスティーヴ・マックィーン主演の『タワーリング・インフェルノ』（1974年）には友情出演的に出演している。

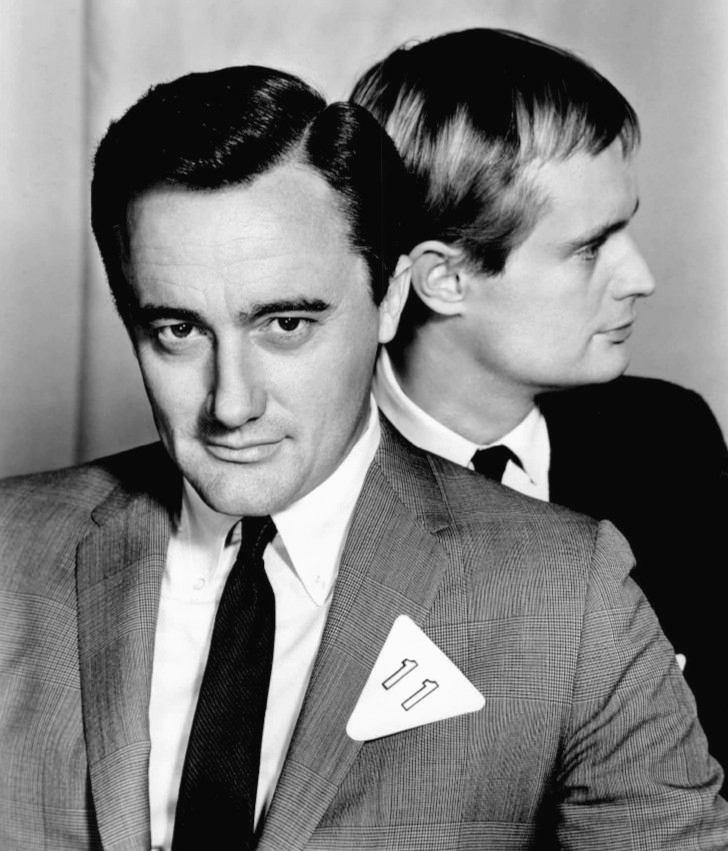
ナポレオン・ソロ（ヴォーン）とイリヤ・クリヤキン（デヴィッド・マッカラム）

日本映画『復活の日』（1980年）、日本・スイス合作の戦争スパイ物『アナザー・ウェイ ―D機関情報―』（1988年）にも出演している。また、来日もしている。
その出演歴は映画よりもテレビ出演が多く、『特攻野郎Aチーム』や『刑事コロンボ』など様々なシリーズに出演し、監督作品もある。1974年に女優リンダ・シュターブと結婚し、2人の子どもがいる。
1978年に『権力と陰謀（Washington: Behind Closed Doors）』（NHKで放送）の大統領補佐官役でエミー賞助演男優賞を受賞。
1970年代に入るとフランスのルネ・クレマン監督の『危険なめぐり逢い』（1975年）を始めとした欧州映画にも出演する様になったが、米国では低予算のアクション映画やテレビ映画、テレビ・シリーズのゲスト出演が多くを占める様になった。
1980年代末にはイタリアや南アフリカ共和国産のアクション映画やホラー映画にも幾本か出演し、1996年にはフィリピンのシリオ・H・サンティアゴ監督のSFアクション『ヴァルカン』（未/ビデオ）に出演した。
2004年よりイギリスBBCの『華麗なるペテン師たち』にレギュラー出演。同作品は詐欺師集団の活躍をコミカルに描いた作品だが、ヴォーンは詐欺グループの長老格であるアルバート役を演じた。同番組は全8シーズン、2012年まで放送された。
2016年11月11日、急性白血病で死去。83歳没。
荒野の七人

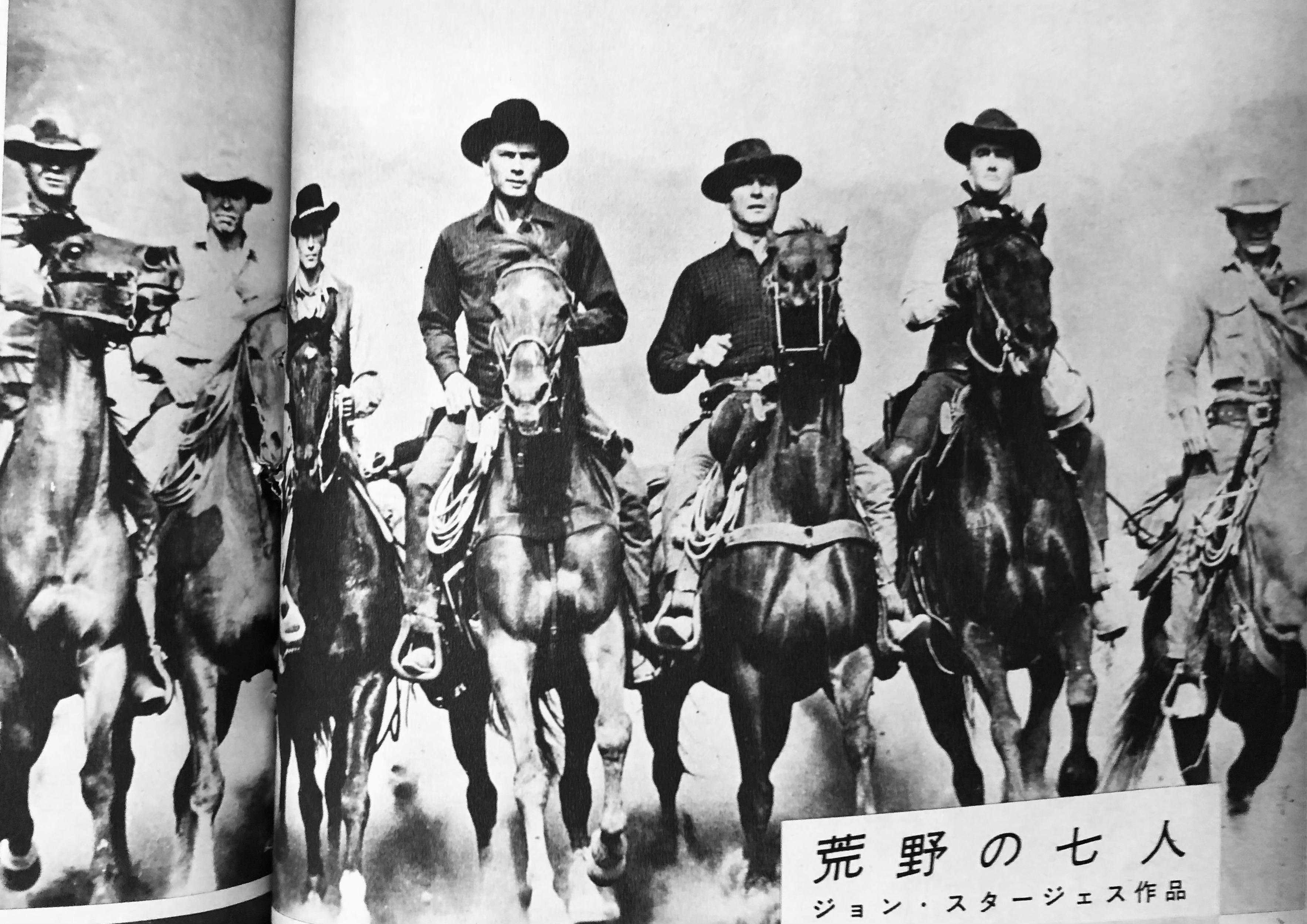
『荒野の七人』（1960年）

1960年にはジョン・スタージェス監督の西部劇『荒野の七人』に7人のガンマンの一人として出演し、脚光を浴びた。ユル・ブリンナー（2）、スティーヴ・マックィーン（1）、ホルスト・ブッフホルツ（5）、チャールズ・ブロンソン（6）、ブラッド・デクスター（4）、ジェームズ・コバーン（3）が共演で、ヴォーンは彼らの中で最後に亡くなった（2016年）。（）内の数字は亡くなった順番。
後年、本作はテレビ・シリーズ化（1998年-2000年）され、ヴォーンは映画版とは別の判事役で準レギュラーを務めた。主演はマイケル・ビーンで、日本ではちばテレビで放送された。
1980年には『荒野の七人』の宇宙版である『宇宙の7人』にもオリジナルで演じたニヒルな役どころに扮した。リチャード・トーマスやジョージ・ペパード等が宇宙ガンマン役で共演している。
出稼ぎ稼業
1980年代はビデオ・バブルの時代にあり、アクション映画の需要が高かった。ヴォーンも過去の名声を生かして、イタリアや南アフリカ共和国の低予算映画の格上げのために貢献した。
イタリアではホラー映画『キリング・バード』（1987年）や現代マカロニ・ウエスタンの『ビッグ・ファイター』（1987年）に出演した。また、当時の南アフリカ共和国でも疑似米国映画が量産されており、オリヴァー・リード共演の『悪魔の帝国/シンジケート・ブレイク』（1984年）と『壮絶！人質奪還/戦闘プロフェッショナル』（1987年/未/ビデオ）や『炎のチャンプ/天才ボクサー、キッド・マッコイ』（1988年/未/ビデオ）、『CIA/KGB大統領の密使』（1988年/公開当時はイタリア映画として紹介された）、『エドガー・アラン・ポー/早すぎた埋葬』（1989年）にも出演していた。尚、ナチスの残党役で出演したキャノン映画末期の『デス・リバー/失われた帝国』（1989年）も南アフリカ共和国ロケで、ドナルド・プレザンスやハーバート・ロムといったかつての名優も共演していた。

## 主な出演作品

### 映画
| 公開年 | 邦題 原題                                                             | 役名                                         | 備考                                                                   | 吹き替え                                                                                     |
| ------ | --------------------------------------------------------------------- | -------------------------------------------- | ---------------------------------------------------------------------- | -------------------------------------------------------------------------------------------- |
| 1957   | 地獄の分れ道 Hell's Crossroads                                        | ボブ・フォード                               |                                                                        |                                                                                              |
| 1958   | 恐怖の獣人 Teenage Cave Man                                           | The Symbol Maker's Teenage Son               |                                                                        |                                                                                              |
| 1959   | 絞首台の決闘 Good Day for a Hanging                                   | エディ・キャンベル（ザ・キッド）             |                                                                        |                                                                                              |
| 1959   | 都会のジャングル The Young Philadelphians                             | チェスター（チェット）                       |                                                                        |                                                                                              |
| 1960   | 荒野の七人 The Magnificent Seven                                      | リー                                         |                                                                        | 矢島正明（NETテレビ旧版） 平田広明（スター・チャンネル版）                                   |
| 1961   | ビッグ・ショウ The Big Show                                           | クラウス                                     |                                                                        |                                                                                              |
| 1964   | 0011ナポレオン・ソロ/罠を張れ To Trap a Spy                           | ナポレオン・ソロ                             | ストック・フッテージ                                                   | 矢島正明                                                                                     |
| 1965   | 0011ナポレオン・ソロ/消された顔 The Spy with My Face                  | ナポレオン・ソロ                             | ストック・フッテージ                                                   | 矢島正明                                                                                     |
| 1966   | 0011ナポレオン・ソロ対シカゴ・ギャング The Spy in the Green Hat       | ナポレオン・ソロ                             |                                                                        |                                                                                              |
| 1966   | 0011ナポレオン・ソロ/地獄へ道づれ One Spy Too Many                    | ナポレオン・ソロ                             |                                                                        | 矢島正明                                                                                     |
| 1966   | マーメイド作戦 Glass Bottom Boat                                      | ナポレオン・ソロ                             |                                                                        |                                                                                              |
| 1966   | 0011ナポレオン・ソロ/消えた相棒 One of Our Spies Is Missing           | ナポレオン・ソロ                             |                                                                        |                                                                                              |
| 1967   | ベネチタ事件 The Venetian Affair                                      | ビル                                         |                                                                        |                                                                                              |
| 1967   | 0011ナポレオン・ソロ/ミニコプター作戦 The Karate Killers              | ナポレオン・ソロ                             | ストック・フッテージ                                                   | 矢島正明                                                                                     |
| 1968   | 0011ナポレオン・ソロ/スラッシュの要塞 The Helicopter Spies            | ナポレオン・ソロ                             | ストック・フッテージ                                                   |                                                                                              |
| 1968   | 0011ナポレオン・ソロ/地球を盗む男 How to Steal the World              | ナポレオン・ソロ                             | ストック・フッテージ                                                   |                                                                                              |
| 1968   | ブリット Bullitt                                                      | ウォルター・チャルマース上院議員             |                                                                        | 矢島正明                                                                                     |
| 1969   | 火曜日ならベルギーよ If It's Tuesday, This Must Be Belgium            | アントニオ                                   |                                                                        |                                                                                              |
| 1969   | レマゲン鉄橋 The Bridge at Remagen                                    | クルーガー少佐                               |                                                                        | 西沢利明（TBS版） 川津祐介（テレビ東京旧録版） 内田直哉（テレビ東京新録版）                  |
| 1970   | ジュリアス・シーザー Julius Caesar                                    | セルウィリウス・カスカ                       |                                                                        | 西沢利明                                                                                     |
| 1971   | 皆殺しL・Aコネクション Clay Pigeon                                    | ニールソン                                   |                                                                        |                                                                                              |
| 1972   | 狙われた宝石 The Woman Hunter                                         | ジェリー・ハンター                           | テレビ映画 別題『ねらわれた宝石』、『ウーマン・ハンター 狙われた宝石』 | 西沢利明                                                                                     |
| 1974   | タワーリング・インフェルノ The Towering Inferno                       | ゲイリー・パーカー上院議員                   |                                                                        | 小林恭治（フジテレビ版） 矢島正明（日本テレビ版） 安原義人（TBS版） 森田順平（BSジャパン版） |
| 1975   | 危険なめぐり逢い La baby sitter                                       | スチュアート・チェイス                       |                                                                        | 矢島正明                                                                                     |
| 1976   | キス・ミー、キル・ミー Kiss Me, Kill Me                               | エドワード・フューラー                       | テレビ映画                                                             |                                                                                              |
| 1977   | スターシップ・インベーション Starship Invasions                       | アラン・ダンカン                             |                                                                        | 矢島正明(フジテレビ版)                                                                       |
| 1977   | デモン・シード Demon Seed                                             | プロテウス4号                                | 声の出演                                                               | 内海賢二                                                                                     |
| 1978   | ブラス・ターゲット Brass Target                                       | ドナルド・ロジャース                         |                                                                        | 矢島正明                                                                                     |
| 1979   | ナチス・クローン The Lucifer Complex                                  | グレン・マニング                             |                                                                        |                                                                                              |
| 1979   | さよならミス・ワイコフ Good Luck, Miss Wyckoff                        | ニール                                       |                                                                        | 西沢利明                                                                                     |
| 1980   | サザンクロス/偽りの暗殺計画 Cuba Crossing                             | ハッド                                       |                                                                        |                                                                                              |
| 1980   | ミッキー・ローク/ロサンゼルス美女連続殺人 City in Fear                | ハリソン・クロフォード3世                    | 「トップ記事殺人事件」(NHK,1983/04/16放送)                             | 田口計                                                                                       |
| 1980   | 復活の日                                                              | バークレイ上院議員                           | 日本映画                                                               | 矢島正明                                                                                     |
| 1980   | HANGER 18/ハンガー18 Hangar 18                                        | ゴードン・ケイン                             |                                                                        | 秋元羊介                                                                                     |
| 1980   | 宇宙の7人 Battle Beyond the Stars                                     | ゲルト                                       |                                                                        | 矢島正明                                                                                     |
| 1981   | S.O.B.                                                                | デヴィッド・ブラックマン                     |                                                                        |                                                                                              |
| 1982   | 1929/米国が震えた日 The Day the Bubble Burst                          | リチャード・ホイットニー                     | テレビ映画                                                             |                                                                                              |
| 1982   | ダーティ・トラップ A Question of Honor                                | フレデリック・ウォーカー                     | テレビ映画                                                             |                                                                                              |
| 1983   | 0011ナポレオン・ソロ2 0011 Napoleon Solo 2                            | ナポレオン・ソロ                             | テレビ映画                                                             | 矢島正明                                                                                     |
| 1983   | スーパーマンIII/電子の要塞 Superman III                               | ロス・ウェブスター                           |                                                                        | 矢島正明                                                                                     |
| 1985   | ケリー・マクギリスの プライベート・セッション Private Sessions        | オリヴァー                                   | テレビ映画                                                             |                                                                                              |
| 1985   | エアポート'85 International Airport                                   | パウエル                                     | テレビ映画                                                             |                                                                                              |
| 1986   | ブラックライダー Black Moon Rising                                    | エド・レイランド                             |                                                                        | 矢島正明                                                                                     |
| 1986   | エド・マロー/テレビを変えた男 Murrow                                  | フランクリン・D・ルーズヴェルト              | テレビ映画                                                             |                                                                                              |
| 1986   | L.A.恋愛大作戦/プールサイド・ダンディ Prince of Bel Air               | スタンリー・オーバック                       | テレビ映画                                                             |                                                                                              |
| 1986   | デルタ・フォース The Delta Force                                      | 統合特殊作戦コマンド司令官ウッドブリッジ将軍 |                                                                        | 糸博（TBS）                                                                                  |
| 1987   | キリング・バード Killing Birds - Raptors                              | フレッド・ブラウン                           |                                                                        |                                                                                              |
| 1987   | 大統領暗殺指令 Hour of the Assassin                                   | サム・メリック                               |                                                                        |                                                                                              |
| 1987   | デスペラード/ながれ者 Desperado                                       | ジョン・ワーリー保安官                       | テレビ映画                                                             |                                                                                              |
| 1987   | メタルフォース/蒼き戦士 Nightstick                                    | レイ・メルトン                               | テレビ映画                                                             |                                                                                              |
| 1987   | ビッグ・ファイター Renegade                                           | ローソン                                     |                                                                        | 吉水慶                                                                                       |
| 1987   | 壮絶!人質奪還/戦闘プロフェッショナル Skeleton Coast                   | シュナイダー                                 |                                                                        |                                                                                              |
| 1988   | アナザー・ウェイ ―D機関情報―                                          | “ミスターD”アレン・ウェルシュ・ダレス        | 日本・スイス合作映画                                                   | 小林修（テレビ朝日）                                                                         |
| 1988   | 悪魔の帝国/シンジケート・ブレイク Captive Rage                        | エドゥアルド・デラコルテ                     |                                                                        |                                                                                              |
| 1989   | CIA/KGB 大統領の密使 The Emissary                                     | マッケイ                                     |                                                                        |                                                                                              |
| 1989   | ゾンビ・パラダイス/ゾンビが街にやってきた! C.H.U.D. II - Bud the Chud | マスターズ                                   |                                                                        |                                                                                              |
| 1989   | デス・リバー/失なわれた帝国 River of Death                            | ウォルフガング                               |                                                                        | 矢島正明                                                                                     |
| 1990   | いつも一緒にいて欲しい Nobody's Perfect                               | ダンカン                                     |                                                                        |                                                                                              |
| 1990   | ピンク・ノーベンバーを追え!? Going Under                              | ウエッジウッド                               |                                                                        |                                                                                              |
| 1990   | エドガー・アラン・ポー/早すぎた埋葬 Buried Alive                      | ゲイリー                                     |                                                                        |                                                                                              |
| 1990   | ダーク・アベンジャー/暗闇からの復讐者 Dark Avenger                    | ピーター・キングホーン                       | テレビ映画                                                             |                                                                                              |
| 1996   | ジョーズ・アパートメント Joe's Apartment                              | ドハティ                                     |                                                                        | 小林修                                                                                       |
| 1997   | ヴァルカン Vulcan                                                     | バクスター                                   |                                                                        |                                                                                              |
| 1997   | インモラル捜査官 Motel Blue                                           | マッキンタイア                               |                                                                        | 沢木郁也                                                                                     |
| 1998   | VISIONS/サイキックコップ Visions                                      | シルヴェストリ捜査官                         |                                                                        |                                                                                              |
| 1998   | トレジャー・ミッション 破壊島 McCinsey's Island                       | ウォルター・デンキンス                       |                                                                        | 矢島正明                                                                                     |
| 1998   | バーチャル・ウォーズ3 Host                                            | アダム                                       | テレビ映画                                                             | 有本欽隆（VHS）                                                                              |
| 1998   | ベースケットボール 裸の球を持つ男 BASEketball                         | バクスター・ケイン                           |                                                                        |                                                                                              |
| 2001   | プーティ・タン Pootie Tang                                            | ディック・レクター                           |                                                                        |                                                                                              |
| 2004   | マイスーツ、マイライフ 2BPerfectlyHonest                              | ニック                                       |                                                                        |                                                                                              |

### テレビシリーズ
| 放映年    | 邦題 原題                                                     | 役名                           | 備考                               | 吹き替え             |
| --------- | ------------------------------------------------------------- | ------------------------------ | ---------------------------------- | -------------------- |
| 1964-1968 | 0011ナポレオン・ソロ The Man from U.N.C.L.E.                  | ナポレオン・ソロ               | 105エピソードに出演                | 矢島正明             |
| 1972-1974 | プロテクター電光石火 The Protectors                           | ハリー・ルール                 | 52エピソードに出演                 | 矢島正明             |
| 1975      | 刑事コロンボ/歌声の消えた海 Colombo: Troubled Waters          | 中古車商ヘイドン・ダンジガー   |                                    | 西沢利明（NHK）      |
| 1976      | 刑事コロンボ/さらば提督 Colombo: Last Salute to the Commodore | 造船会社社長チャールズ・クレイ |                                    | 西沢利明（NHK）      |
| 1977      | 権力と陰謀 -大統領の密室- Washington: Behind Closed Doors     | フランク・フラハティ首席補佐官 | ミニシリーズ                       | 田口計(NHK)          |
| 1978-1979 | 遥かなる西部 -わが町センテニアル- Centennial                  | モーガン・ウェンデル           | ミニシリーズ                       | 田口計(NHK)          |
| 1982      | 引き裂かれた祖国/ブルー&グレイ The Blue and the Gray          | レイノルズ                     | ミニシリーズ                       |                      |
| 1984      | 最後の要塞/ポートモレスビーへの道 The Last Bastion            | ダグラス・マッカーサー         | ミニシリーズ                       |                      |
| 1986-1987 | 特攻野郎Aチーム The A-Team                                    | ハント・ストックウェル将軍     | 13エピソードに出演                 | 小林修（テレビ朝日） |
| 1991      | 勝利への疾走 Tracks of Glory                                  | モリス                         | ミニシリーズ                       |                      |
| 1997-1998 | ロー&オーダー Law & Order                                     | カール・アンダートン           | 3エピソードに出演                  |                      |
| 2004-2012 | 華麗なるペテン師たち Hustle                                   | アルバート・ストローラー       | 48エピソードに出演                 | 矢島正明             |
| 2006      | LAW & ORDER:性犯罪特捜班 Law & Order: SVU                     | テイト・スピア                 | 第8シーズン第2話「幼なすぎる少女」 |                      |
| 2008      | リトル・ブリテンUSA Little Britain USA                        | Paul Getty II                  | 1エピソードに出演                  |                      |
| 2015      | LAW & ORDER:性犯罪特捜班 Law & Order: SVU                     | ウォルター・ブリッグス         | 第16シーズン第16話「継母と継娘」   |                      |

## 日本語吹き替え
『0011ナポレオン・ソロ』のナポレオン・ソロ役をはじめとして、矢島正明が専属（フィックス）で担当している。
また、矢島はヴォーン本人とは来日時に対面したことがあり、握手の仕方のスマートさと挙措の美しさに感動したという。その後、記者会見の場で矢島が報道陣に交じって質問した際は「オー！　マイ・ボイス（私の声の人）」と公認されている。
このほかにも、西沢利明、田口計、小林修なども複数回、声を当てている。

## 参照
1. ↑  「「荒野の七人」「ナポレオン・ソロ」ロバート・ボーンさん、83歳で死去」『映画.com』エイガ・ドット・コム、2016年11月14日。2025年4月30日閲覧。
2. ↑  “追悼 2016 写真特集”. 時事ドットコム. 時事通信社. (2016年) 2025年4月30日閲覧。
3. ↑  「米俳優ロバート・ボーンさん死去　「荒野の七人」「ナポレオン・ソロ」」『CNN.co.jp』2016年11月12日。2025年4月30日閲覧。
4. 1 2 3  Holston, Noel (1999年10月18日). “The man from M.P.L.S. - Robert Vaughn comes home to refresh childhood memories as he prepares for his autobiography” (英語). Minneapolis Star Tribune:  p. 1E. "2010年1月1日閲覧"
5. ↑  “Robert Vaughn” (英語). TV.com. 2012年9月20日閲覧。
6. ↑  “Obituary: Robert Vaughn”. BBC.com. 2019年2月3日閲覧。
7. ↑  “Robert Vaughn, 'The Man from U.N.C.L.E.' star, dies at 83”. ChicagoTribune.com. 2019年2月3日閲覧。
8. ↑  “米俳優のロバート・ボーン氏死去＝「荒野の七人」出演”. 時事通信. (2016年11月12日) 2016年11月12日閲覧。
9. ↑  “『スター・トレック』カーク船長の声でおなじみ！矢島正明、いまの声優界に喝【声優伝説】”.   シネマトゥデイ (2016年9月4日). 2016年11月21日閲覧。